# Bleu saphir (roman)
 (juillet 2015).
Si vous disposez d'ouvrages ou d'articles de référence ou si vous connaissez des sites web de qualité traitant du thème abordé ici, merci de compléter l'article en donnant les références utiles à sa vérifiabilité et en les liant à la section « Notes et références ».
Cet article concerne le roman de Kerstin Gier. Pour le film, voir Bleu saphir.
Bleu saphir est un roman écrit par Kerstin Gier paru en 2010. C'est le second tome de la Trilogie des gemmes, précédé par Rouge rubis et suivi par Vert émeraude.

## Résumé
Longtemps, Gwendolyn pensa être une lycéenne comme les autres. 
Jusqu'au jour où la réalité l'a rattrapée. Non, elle n'est pas comme tout le monde, oui, elle appartient aux Veilleurs du temps, elle doit voyager à travers les âges, fermer un Cercle auquel elle ne comprend rien, partir à la recherche d'autres Veilleurs dans le passé, et affronter un comte du XVIIIe siècle soi-disant immortel. Et puis quoi encore ?
Pourtant Gwendolyn ne voudrait qu'une seule chose : que son (beau) Gideon l'embrasse pour de bon. Est-ce trop demander ?

## Personnages
Gwendolyn Shepherd est le personnage principal. Elle descend d'une lignée  ayant une mystérieuse aptitude à voyager dans le temps appelé le " gène ".C'est une jeune fille courageuse et rebelle qui fait partie des voyageurs du temps.
Chaque voyageur du temps possède le nom d'une pierre. Gwendolyn, elle, est le Rubis. Elle accomplit des missions en compagnie de Gideon de Villiers pour le compte des Veilleurs afin de pouvoir faire des sauts sans danger grâce au chronographe, un appareil capable de faire exécuter des sauts dans le temps à une époque programmée. Entre mensonges et vérités, elle doit  décider en qui placer sa confiance. Lucy Montrose et Paul de Villiers ou le Comte de Saint-Germain et les Veilleurs ?

## Adaptation
Bleu saphir, est sorti le 14 août 2014 dans les cinémas allemands. En France, il est disponible en DVD et Blu-ray depuis le 24 avril 2015.